# Corydoras petracinii
Corydoras petracinii är en fiskart som beskrevs av Calviño och Jose Alvarez Alonso 2010. Corydoras petracinii ingår i släktet Corydoras och familjen Callichthyidae. Inga underarter finns listade i Catalogue of Life.